# Acantholycosa pedestris
Acantholycosa pedestris – gatunek pająka z rodziny pogońcowatych i podrodziny Pardosinae. Zamieszkuje Alpy.

## Taksonomia
Gatunek ten opisany został po raz pierwszy w 1872 roku przez Tamerlana Thorella pod nazwą Lycosa longipes. Nazwa ta okazała się jednak być młodszym homonimem, w związku z czym zastąpiona została przez Eugène’a Simona nazwą Pardosa pedestris. W rodzaju Acantholycosa omawiany takson umieszczony został w 1908 roku przez Friedricha Dahla.

## Morfologia
Samce osiągają około 7,5 mm, a samice około 11 mm długości ciała. Ubarwienie jest ciemniejsze niż u pogońca cętkonogiego. Karapaks jest prawie czarny z jaśniejszym paskiem pośrodku. Kolor sternum również jest niemal czarny. Odnóża są długie, prawie czarne z nieznacznie rozjaśnionymi grzbietowymi stronami ud i jasnymi włoskami. W przeciwieństwie do pogońca cętkonogiego golenie pary pierwszej i drugiej mają pięć par kolców na stronie brzusznej, a nie cztery. Z kolei obecność szczególnie długich szczecinek na grzbietowej stronie stóp pierwszej pary różni omawiany gatunek od A. norvegica. Opistosoma (odwłok) jest prawie czarna, żółtawo owłosiona.

## Ekologia i występowanie
Pająk wysokogórski. Bytuje na skałach i wśród rumowisk na terenie Alp, powyżej górnej granicy lasu, głównie na wysokościach przekraczających 2000 m n.p.m. Porusza się bardzo szybko. Zaniepokojony kryje się w szczelinach skalnych i pod kamieniami. Aktywne osobniki dorosłe obserwuje się od maja do lipca.
Gatunek palearktyczny, endemiczny dla Alp, podawany z Niemiec, Szwajcarii, Austrii, Włoch i Słowenii.